# Pierre Norange
 (novembre 2012).
Si vous disposez d'ouvrages ou d'articles de référence ou si vous connaissez des sites web de qualité traitant du thème abordé ici, merci de compléter l'article en donnant les références utiles à sa vérifiabilité et en les liant à la section « Notes et références ».
Pierre Norange, pseudonyme de Georges Pierre, né le 25 avril 1871 à Bléneau et mort le 9 février 1958 à Saint-Nazaire, était un journaliste militant socialiste.

## Biographie
Pierre Norange quitte sa Bourgogne natale pour faire son service militaire en Afrique du nord, puis se rend à Paris où il adhère au Parti ouvrier français en 1889, devient membre actif de la SFIO, secrétaire de Jules Guesde et ami de Jean Jaurès . 
Il parcourt la France en tant que journaliste et orateur de réunions publiques pour le parti socialiste. Délégué à presque tous les congrès du parti, il publie des articles comptes rendus . Il est aussi «parachuté» comme candidat socialiste à diverses élections dans de nombreuses régions de France, comme par exemple à Aubusson en 1912, où il obtient 1886 voix, perdant face à René Viviani et à Lens (où il tient un café, point de rendez vous du syndicaliste Broutchoux), il perd face à Émile Basly. 
Il a été secrétaire de mairie des Riceys dans l’Aube et d’Avion dans le Pas de Calais . En 1902 il dirige la section du Parti socialiste de France dans le 19e arrondissement de Paris.
En 1905 il écrit une pièce de théâtre : Canaille et compagnie (scènes de la vie bourgeoise).

## Saint-Nazaire
Pierre Norange arrive à Saint-Nazaire en 1912, en tant que secrétaire général de la chambre de commerce et journaliste. Il écrit dans différents journaux : le Travailleur de l’ouest, le Populaire de Nantes, l’Éclair de Saint-Nazaire. Ami du maire de l’époque, François Blancho, il prend part à la vie politique et culturelle de la ville. 
Il fonde en 1920 l’Université populaire de Saint-Nazaire et son groupe théâtral. Par la suite l’Université populaire s’étoffera de cours de langues, dessin, décoration, économie… En 1921 il met en place Les patronages laïques regroupant de nombreux enfants de la ville et organise les premières colonies de vacances. 
Il quitte Saint-Nazaire pendant la Seconde Guerre mondiale mais il y revient définitivement en 1950. Cofondateur et Membre du groupe artistique de la ville, il fréquente de nombreux artistes locaux et nationaux. Il possède de nombreuses œuvres d’art : toiles, sculptures acquises au fil du temps qu'il lègue à sa mort au musée de la ville de Saint-Nazaire, elles sont actuellement répertoriées dans le fonds muséal de la ville. 
Depuis le milieu des années 1970, un collège de la ville porte son nom.

## Sources
- Publications de l’Office universitaire de recherche socialiste (LOURS). http://www.lours.org/
- «Létoquart raconte» n°12. http://www.elunet.fr/index.php/tag/L%C3%A9andre%20L%C3%A9toquart
- Aremors (Saint-Nazaire et le mouvement ouvrier). http://www.aremors.fr/